# Beata Naigambo
Beata Nandjala Naigambo (* 11. März 1980 in Oilagati, Südwestafrika) ist eine namibische Marathonläuferin.
Die 1,60 Meter große Sportlerin ist Mutter einer Tochter und wird von Tobias Hiskia trainiert.
Als Dritte des Pjöngjang-Marathons 2008 stellte sie mit 2:33:17 Stunden einen nationalen Rekord auf und qualifizierte sich für die Olympischen Spiele in Peking, bei denen sie in 2:33:29 Stunden auf den 28. Platz kam. Bei den Leichtathletik-Weltmeisterschaften 2009 in Berlin belegte sie in 2:33:05 Stunden den 24. Rang. Zwei Monate später gewann sie den Eindhoven-Marathon und holte sich mit einer Zeit von 2:31:01 Stunden den Landesrekord von Helalia Johannes zurück. Beim Hamburg-Marathon 2015 erreichte sie in einer Zeit von 2:33:00 Stunden den 3. Platz.
Naigambo stand im Aufgebot der namibischen Mannschaft für die Olympischen Sommerspiele 2012 und 2016. Sie belegte in London 2012 im olympischen Finale mit einer erzielten Zeit von 2:31,12 Stunden den 38. Rang auf der Marathon-Strecke. Sie nahm an den Commonwealth Games 2002,  2006,  2010 und  2014 teil.
2014 und 2015 gewann sie den Valencia-Marathon.
Naigambo versuchte sich auch über die 1000, 3000 (namibischer Rekord in 9:21,58 m), 10.000 Meter sowie im Halbmarathon und über 30 Kilometer.